# Дружківська міська територіальна громада
Дружківська міська територіальна громада — територіальна громада в Україні, у Краматорському районі Донецької області, з адміністративним центром у місті Дружківка.

## Загальна інформація
Площа території — 297,3 км², населення громади — 67 919 осіб, з них: міське населення — 64 365 осіб, сільське — 3 554 особи (2020 р.).

## Населені пункти
До складу громади увійшли м. Дружківка, селища Новогригорівка, Новомиколаївка, Олексієво-Дружківка, Райське, Приют, Старорайське та села Дружківське, Кіндратівка, Красний Кут, Куртівка, Миколайпілля, Новопавлівка, Осикове, Павлівка, Петрівка, Райське, Софіївка, Торецьке, Торське.

## Історія
Створена у 2020 році, відповідно до розпорядження Кабінету Міністрів України № 721-р від 12 червня 2020 року «Про визначення адміністративних центрів та затвердження територій територіальних громад Донецької області», шляхом об'єднання територій та населених пунктів Дружківської міської ради Донецької області, Олексієво-Дружківської, Райської селищних рад Дружківської міської ради Донецької області та Кіндратівської, Миколайпільської, Софіївської, Торської сільських рад Костянтинівського району Донецької області.